# 瑞卢维尔
瑞卢维尔（法語：Jullouville，法語發音：[ʒyluvil] ⓘ）是法国芒什省的一个市镇，属于阿夫朗什区。

## 地理
瑞卢维尔（48°46'29"N, 1°33'57"W）面积21.88 平方千米，位于法国诺曼底大区芒什省，该省份为法国西北部沿海省份，西、北、东北三面环大西洋，东起顺时针与卡爾瓦多斯省、奧恩省、马耶讷省和伊勒-维莱讷省接壤。
与瑞卢维尔接壤的市镇（或旧市镇、城区）包括：滨海圣派尔、卡罗勒、尚波、德拉热-龙通、圣皮埃尔朗热、萨尔蒂伊拜博卡日。

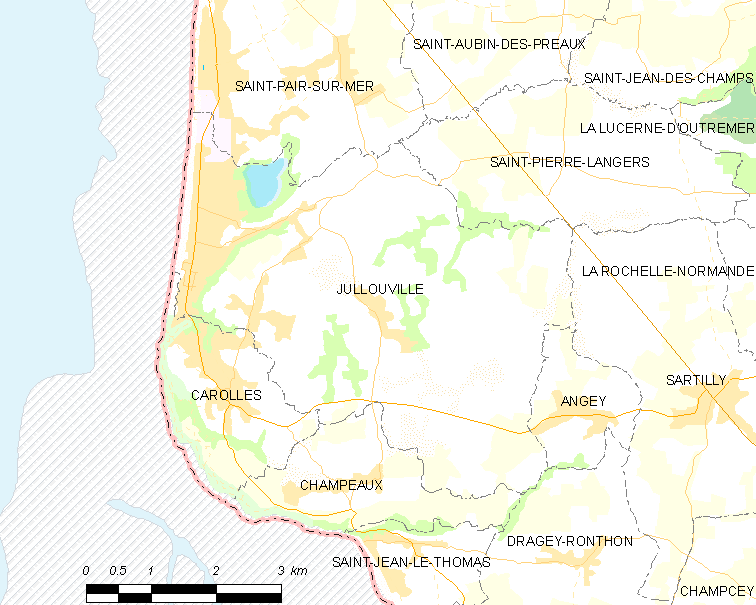
瑞卢维尔的OSM定位图

瑞卢维尔的时区为UTC+01:00、UTC+02:00（夏令时）。

## 行政
瑞卢维尔的邮政编码为50610，INSEE市镇编码为50066。

## 政治
瑞卢维尔所属的省级选区为阿夫朗什县。

## 人口

1962-2008年间瑞卢维尔人口变化图示

瑞卢维尔于2022年1月1日时的人口数量为2401人。